# Кокадыр
Кокады́р (каз. Көкадыр) — село в Кордайском районе Жамбылской области Казахстана. Входит в состав Алгинского сельского округа. Код КАТО — 314832400.

## Население
В 1999 году население села составляло 196 человек (92 мужчины и 104 женщины). По данным переписи 2009 года, в селе проживало 169 человек (89 мужчин и 80 женщин).